# Altered Images
Altered Images var en skotsk new wave-grupp som bildades 1979. 
Gruppen upptäcktes av Siouxsie and The Banshees som erbjöd dem att bli förband på deras turné. Ett par Peel Sessions för BBC gav dem skivkontrakt med Epic Records. The Banshees Steve Severin tog gruppen under sina vingar och producerade deras två första singlar i en mörk postpunkstil. Dessa blev emellertid inga framgångar och skivbolaget anlitade istället producenten Martin Rushent för att ge gruppen ett mer radiovänligt sound. Detta lyckades då singeln Happy Birthday blev en stor framgång och Altered Images röstades fram som 1981 års bästa nya grupp i NME. Gruppen hade ytterligare några hits i Storbritannien under det tidiga 1980-talet med låtar som I Could Be Happy och Don't Talk To Me About Love. Efter det tredje albumet Bite och ett antal medlemsbyten upplöstes gruppen 1983. 
Clare Grogan som haft huvudrollen i filmen Gregory's Girl (1980) innan gruppens genombrott övergick till att huvudsakligen ägna sig åt skådespeleri. Johnny McElhone bildade gruppen Hipsway och blev senare medlem av Texas. Altered Images återförenades 2012.

## Diskografi
Studioalbum
- 1981 – Happy Birthday
- 1982 – Pinky Blue
- 1983 – Bite

Singlar/EP
- 1981 - Dead Pop Stars / Sentimental
- 1981 - A Day's Wait' / Who Cares?'
- 1981 - Happy Birthday / So We Go Whispering
- 1981 - I Could Be Happy / Insects
- 1982 - See Those Eyes / How About That Then (I've Missed My Train)
- 1982 - Pinky Blue / Think That It Might (Dance Mix)
- 1982 - Song Sung Blue / See You Later
- 1983 - Don't Talk To Me About Love / Last Goodbye
- 1983 - Bring Me Closer / Surprise Me
- 1983 - Love To Stay / Another Lost Look
- 1983 - Change of Heart (EP)